# Moustier-Ventadour

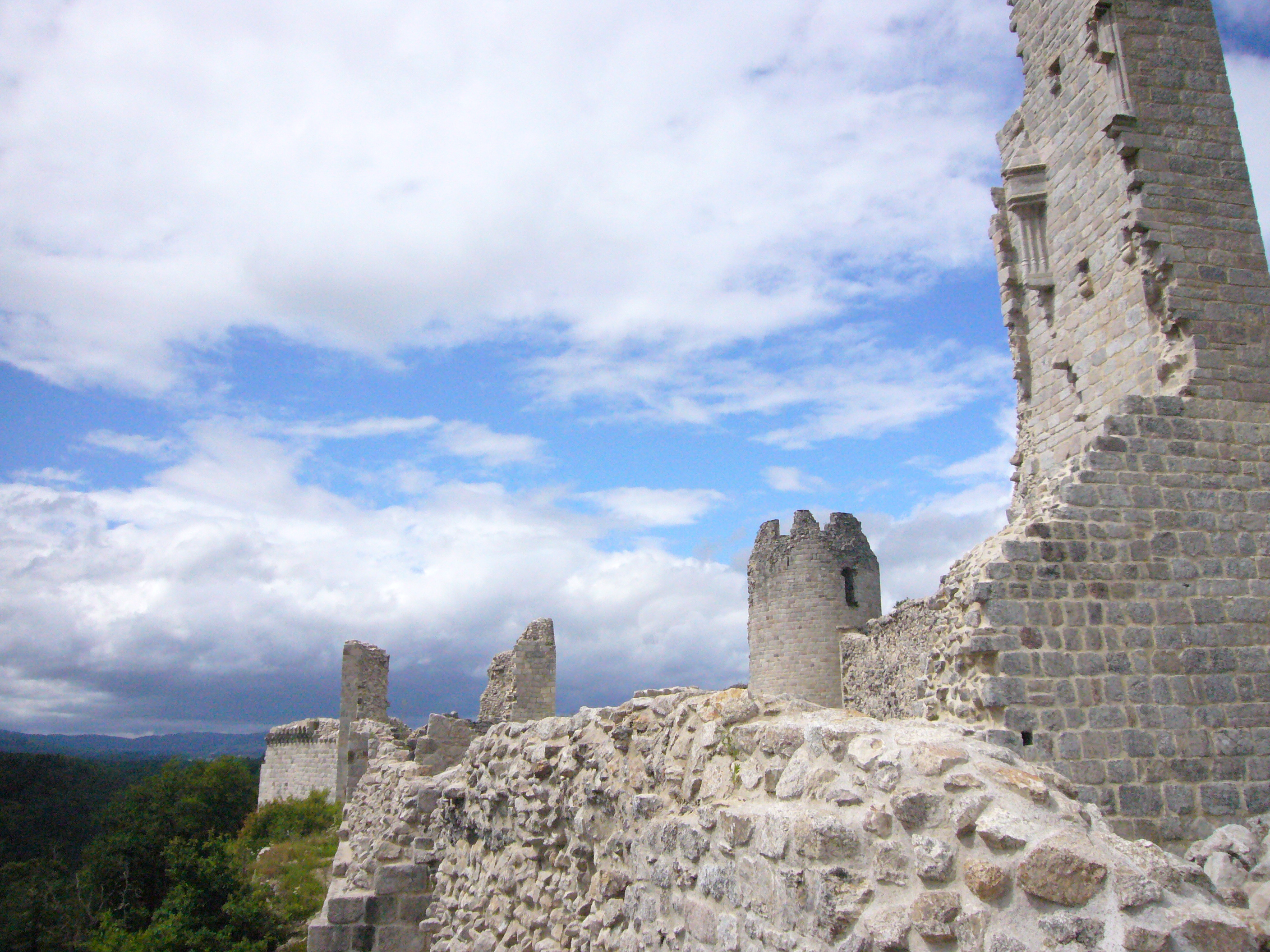
Ruiny Zamku Ventadour, 2008

Moustier-Ventadour – miejscowość i gmina we Francji, w regionie Nowa Akwitania, w departamencie Corrèze.
Według danych na rok 1990 gminę zamieszkiwały 383 osoby, a gęstość zaludnienia wynosiła 13 osób/km² (wśród 747 gmin Limousin Moustier-Ventadour plasuje się na 304. miejscu pod względem liczby ludności, natomiast pod względem powierzchni na miejscu 176.).